# جراند ثفت أوتو 6
جراند ثفت أوتو 6 (بالإنجليزية: Grand Theft Auto VI) هي لعبة فيديو أكشن-مغامرات قيد التطوير من قبل شركة روكستار جيمز. وهي الجزء السادس من سلسلة جراند ثفت أوتو، بعد الجزء السابق جراند ثفت أوتو 5 (2013)، والإصدار السادس عشر في كامل السلسلة عمومًا. تدور أحداث القصة داخل عالم مفتوح في ولاية "ليونيدا" الخيالية (المبنية على ولاية فلوريدا)، ومدينة "فايس سيتي" المستوحاة من مدينة ميامي، وتتبع القصة الثنائي الإجرامي لوسيا وشريكها الذكر جيسون .
بعد سنوات من التكهنات والتسريبات أكدت شركة روكستار في فبراير 2022 بأن اللعبة قيد التطوير، وفي سبتمبر 2022 تم تسريب لقطات من نسخة غير مكتملة للعبة، وصفت بأنها واحدة من أكبر عمليات التسريب في تاريخ صناعة ألعاب الفيديو. تم إصدار المقطع الدعائي الأول للعبة في 5 ديسمبر 2023، ومن المقرر إصدارها في 26 مايو، 2026 لأجهزة بلايستيشن 5 واكس بوكس سيرس اكس/اس.

## العالم
تجري أحداث جراند ثفت أوتو 6 في ولاية ليونيدا الخيالية ذات العالم المفتوح المبنية على فلوريدا والتي تتضمن فايس سيتي، وهي نسخة خيالية من ميامي. ظهرت مدينة فايس سيتي سابقًا في جراند ثفت أوتو (1997) وكمكان رئيسي في جراند ثفت أوتو: فايس سيتي (2002) وكذلك في جراند ثفت أوتو: فايس سيتي ستوريز (2006). تتبع اللعبة ثنائي إجرامي: لوسيا، أول بطلة في السلسلة منذ عام 1999، وشريكها، تصور لوسيا في المقطع الدعائي الأول للعبة كسجينة.

## التطوير
بعد إصدار جراند ثفت أوتو 5 في سبتمبر 2013، قال رئيس روكستار نورث ليسلي بنزيس أن الشركة لديها «بعض الأفكار الجديدة» في الجزء القادم من السلسلة. في مارس 2018، ذكر موقع The Know أن الجزء القادم من السلسلة يحمل الاسم الرمزي Project Americas (مشروع أمريكا)، والتي تدور قصتها في مدينة فايس سيتي وبعض مناطق أمريكا الجنوبية وتظهر شخصية أنثوية كبطلة قابلة للعب. في عام 2020، أفاد جايسون شراير من كوتاكو أن اللعبة كانت "في مرحلة مبكرة من التطوير" باعتبارها "إصدارًا متوسط الحجم" من شأنه أن يتوسع بمرور الوقت، لتجنب أزمة المطورين التي واجهتها سابقاتها. في عام 2021، ادعى الصحفي توم هندرسون أن خريطة اللعبة يمكن أن تتطور بشكل مشابه للعبة فورتنايت باتل رويال. وفي مقالة نشرت على بلومبيرغ نيوز في عام 2022، أفاد شراير أن اللعبة دخلت مرحلة التطوير في عام 2014 وستضم بطلين متأثرين ببوني وكلايد، بما في ذلك امرأة لاتينية، وادعى أن المطورين كانوا يخربون بحذر اتجاه المسلسل المتمثل في المزاح حول المجموعات المهمشة.

## التسريبات
في 18 سبتمبر 2022، تم تسريب ملف يبلغ حجمه 3 غيغابايت يحتوي على 90 مقطع فيديو يعرض 50 دقيقة من لقطات التطوير الجارية للعبة في موقع GTAForums. أكد شراير وهو أحد مسربي أخبار الألعاب من أشخاص يعملون في روكستار أن اللقطات كانت حقيقية. تكشف اللقطات عن إعدادات عامة وتجارب فيزيائية واختبارات على الرسوم المتحركة، وتخطيطات المستوى، المحادثات بين الشخصيات، وتصور شخصيات اللعبة جيسون ولوسيا، وهما يدخلان مطعماً ويسرقان العشاء. ادعى المخترق أنه هو نفس الشخص الذي يقف وراء اختراق بيانات Uber.  زعموا أنهم قاموا بتنزيل الملفات مباشرة من مجموعات داخلية لـ لشركة روكستار   وأنهم يمتلكون كود المصدر، والأصول، والبنيات الداخلية لكل من اللعبة الجديدة و Grand Theft Auto  V.

### التحقق من صحة الإختراق
تم التحقق بسرعة من مقاطع اللعب المسربة وصحتها، مما دفع تيك-تو إنترأكتيف، الشركة الأم لروكستار جيمز، إلى اتخاذ إجراءات. استدعت تيك-تو إنترأكتيف قانون حقوق المؤلف الرقمي (DMCA) لإصدار طلبات إزالة، بهدف التقليل من تأثير الإختراق على الملكية الفكرية للشركة.

### كود المصدر ومخاوف الأمان
جانب مقلق في الإختراق كان ادعاء القراصنة بسرقة كود المصدر للنسخ التطويرية لكل من جراند ثفت أوتو 5 و جراند ثفت أوتو 6. هذا الموضوع عرض روكستار جيمز لتهديدات محتملة، حيث يمكن أن تؤدي شفرة المصدر المخترقة إلى المزيد من الإختراقات والاستغلالات.

### طريقة الإختراق
استغل القراصنة ثغرات داخل منصة الإتصال والتعاون الداخلية لروكستار جيمز، المعروفة باسم "Slack"، للوصول بشكل غير مصرح به إلى مقاطع اللعب المسربة.

### تأثر سهم الشركة
أثرت نتائج الإختراق ليست فقط على العالم الإفتراضي، بل أيضًا على الأسواق المالية. تعرضت أسهم تيك-تو إنترأكتيف. لتراجع ملحوظ بنسبة 6.5٪ في تداول ما قبل السوق، مما يعكس مخاوف المستثمرين بشأن تداعيات الإختراق.

### تحرك Take-Two
في وجه التحديات، أظهرت روكستار جيمز وشركتها الأم، تيك-تو إنترأكتيف، صمودًا. قادت Take-Two جهودًا لإزالة المحتوى المسرب من المنصات على الإنترنت، في حين أكدت روكستار جيمز التزامها بمواصلة تطوير GTA 6 كما هو مخطط له.

### دوافع القراصنة والمخاوف المستمرة
أصبحت دوافع الإختراق واضحة عندما تبين أن القراصنة سعوا إلى الحصول على استجابة من روكستار جيمز. كشف النقاب عن نوايا القراصنة تضمن تسوية بيع البيانات المسروقة إلى الشركة التي تم سرقتها. أثارت الحادثة أيضًا مخاوف مستمرة بشأن إمكانية إصدار كود المصدر المسروق، مما قد يؤدي إلى تعرض اللعبة للثغرات الأمنية عند الإطلاق الرسمي عن GTA 6.

### استنتاجات
استعرض اختراق أمان روكستار جيمز في سبتمبر 2022 أهمية الأمن السيبراني الحرجة داخل صناعة الألعاب. شكلت هذه الحادثة تذكيرًا بأن حتى أبرز المطورين ليسوا معصومين من تهديدات القرصنة، مما يبرز ضرورة الأمان القوي لحماية الملكية الفكرية القيمة والجهود الإبداعية.

## روابط خارجية
- الموقع الرسمي
(بالإنجليزية)
- جراند ثفت أوتو 6 على موقع IMDb (الإنجليزية)